# The Acacia Strain

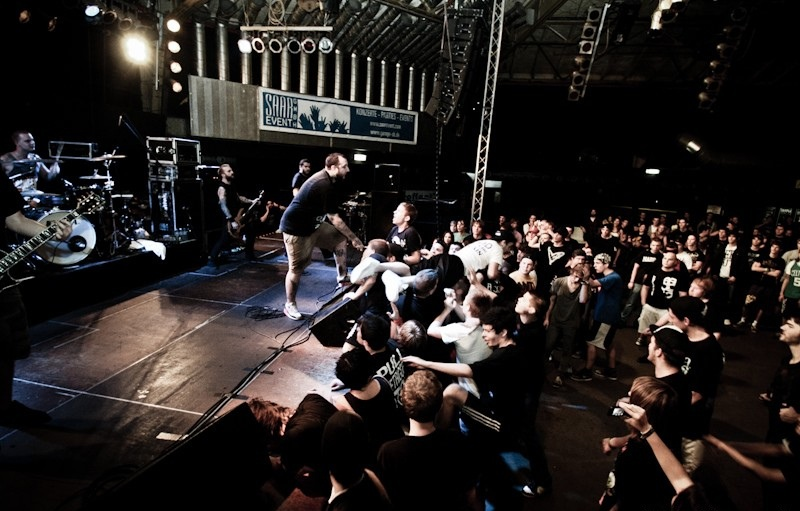
The Acacia Strain in 2010

The Acacia Strain is een vierkoppige metalcoreband uit Chicopee, Massachusetts, VS. De band zit bij Prosthetic Records.
Ze zijn sinds 2001 bij elkaar als een band, maar er zijn nieuwe bandleden bij gekomen en weggegaan. De band kenmerkt zich door laaggestemde gitaren en onregelmatige breakdowns. Ze hebben tien studio-albums en een split seven-inch samen met Loyal To The Grave, waarop ze een cover spelen van Seasons In The Abyss van Slayer. De band heeft samengewerkt met producent Adam Dutkiewicz van Killswitch Engage.

## Bandleden
- Vincent Bennett - vocaal (2001 - nu)
- Daniel "DL" Laskiewicz - gitaar (2001 - nu)
- Kevin Boutot - drums (2005 - nu)
- Jack Strong - basgitaar (2006 - nu)

## Voormalige bandleden
- Daniel Daponde - gitaar (2001 - 2006) (Ex-Blood Has Been Shed)
- Ben Abert - drums (2001 - 2004)
- Karrie Whitfield - basgitaar (2001 - 2003) (Ex-Burn Your Wishes)
- John Preston - basgitaar (2003 en 2004)
- Jeanne Sagan - basgitaar (2003) (Momenteel in All That Remains)
- Christopher Daniele - gitaar (2001 - 2005)
- Mark Castillo - drums (2004) (Tijdelijk in Bury Your Dead)
- Seth Coleman - bas (2004 - 2006) (Ex-Deadwater Drowning)

## Discografie

### Studio-albums
- ... And Life is Very Long - (2002)
- 3750 - (2004)
- The Dead Walk  - (2006)
- Continent  - (2008)
- Wormwood  - (2010)
- Death Is The Only Mortal  - (2012)
- Coma Witch - (2014)
- Gravebloom - (2017)
- It Comes In Waves - (2019)
- Slow Decay - (2020)

### Andere werken
- Demo 2002 - (2002)
- When Angels Shed Their Wings : Volume 3 - (2003)
- The Depression Sessions - (2016) (Split met Fit For An Autopsy en Thy Art Is Murder)

## Videografie
- Smoke Ya Later - (2004)
- 3750 - (2005)
- Angry Mob Justice - (2006)
- Skynet - (2008)
- The Hills Have Eyes - (2010)